# ATC kód A01
ATC kód A01 Stomatologické přípravky je hlavní terapeutickou skupinou anatomické skupiny A. Trávicí ústrojí a metabolismus.

## A01 Stomatologické přípravky

### A01AA Látky pro prevenci zubního kazu
A01AA01 Fluorid sodný
A01AA51 Fluorid sodný, kombinace

### A01AB Antiinfektiva a antiseptika pro lokální léčbu v dutině ústní
A01AB03 Chlorhexidin

### A01AC Kortikosteroidy pro lokální léčbu v dutině ústní
A01AC02 Dexamethason

### A01AD Jiná léčiva pro lokální léčbu  dutiny ústní
A01AD02 Benzydamin
A01AD11 Jiná léčiva pro lokální léčbu dutiny ústní

## Poznámka
- Registrované léčivé přípravky na území České republiky.
- Informační zdroj: Státní ústav pro kontrolu léčiv, Všeobecná zdravotní pojišťovna.